# Mirimiri acrodonta
El murciélago cara-de-mono de Fiyi (Mirimiri acrodonta)) es una especie de murciélago de la familia Pteropodidae. Es la única especie del género Mirimiri, aunque antes se incluyó en Pteralopex.

## Distribución geográfica
Es endémica de Fiyi; está sólo en la isla de Taveuni.